# Conrad Williams (Leichtathlet)

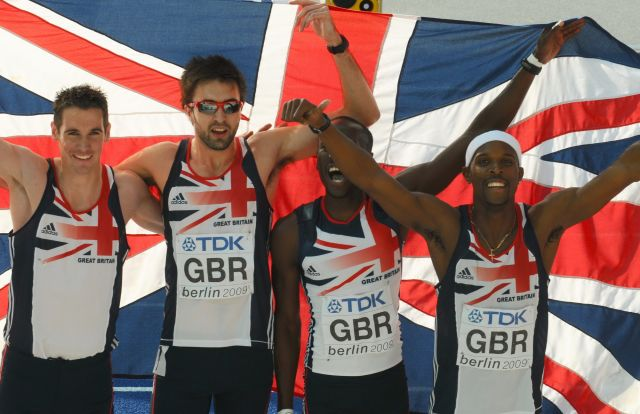
Conrad Williams (rechts) mit der Silberstaffel 2009

Conrad Williams (* 20. März 1982 in Kingston (Jamaika)) ist ein britischer Leichtathlet, dessen Spezialdisziplin der 400-Meter-Lauf ist.

## Sportliche Erfolge
Williams feierte seinen bis dato größten Erfolg bei den Weltmeisterschaften 2009 in Berlin in der 4-mal-400-Meter-Staffel: Gemeinsam mit Michael Bingham, Robert Tobin und Martyn Rooney gewann er in 3:00,53 min die Silbermedaille hinter der US-amerikanischen Staffel (2:57,86 min) und vor dem Team aus Australien (3:00,90 min). Bei den Hallenweltmeisterschaften 2010 wurde er mit der britischen Staffel Dritter und bei den Europameisterschaften 2010 Zweiter.
2012 gewann Conrad mit der Staffel bei den Hallenweltmeisterschaften in Istanbul die Silbermedaille. Im Freien liefen die Briten bei den Europameisterschaften in Helsinki auf den gleichen Platz. In London bei den Olympischen Spielen erreichte Conrad im 400-Meter-Lauf das Halbfinale, mit der Staffel wurde er Vierter.

## Bestzeiten
- 400 Meter: 45,08 s Genf, 2012
  - Halle: 46,20 s Birmingham, 2012